# Ben l'Oncle Soul
Pour les articles homonymes, voir Ben.
Benjamin Duterde, dit Ben l'Oncle Soul au début de sa carrière, puis Ben à partir de 2010, est un chanteur français né le 10 novembre 1984 à Tours en Indre-et-Loire.
Son dernier album en date Sad Generation est sorti en mars 2025.

## Biographie

### Carrière
C'est à la suite de la rencontre avec le producteur Yann-David Poirier, surnommé Emade, que Ben enregistre ses premières chansons. Parallèlement il chante au sein du groupe de gospel Fitiavana à partir de 2004,. En juillet 2005, il participe à un court-métrage, Soul Wash The Movie, une comédie musicale de 25 minutes réalisée par Douglas Attal, et tournée à Paris.
Repéré par la chanteuse Laure Milan, il assure la première partie de son concert à l'Olympia. Il rencontre à cette période Jérémie Charbonnel et Chloé Artus, qui deviennent ses managers.
Il signe avec la maison de production Motown France, filiale d'Universal Music. En 2009, il sort son premier EP Soul Wash, sur lequel, figurent six titres de reprises dont Seven Nation Army. Il assure les premières parties de Musiq Soulchild, India.Arie et Dwele.
Son premier album, Ben l'Oncle Soul, sort le 17 mai 2010. Il compte quatorze titres en anglais et en français, dans un registre de musique soul des années 1960. L'album est composé par Ben et Gabin Lesieur.

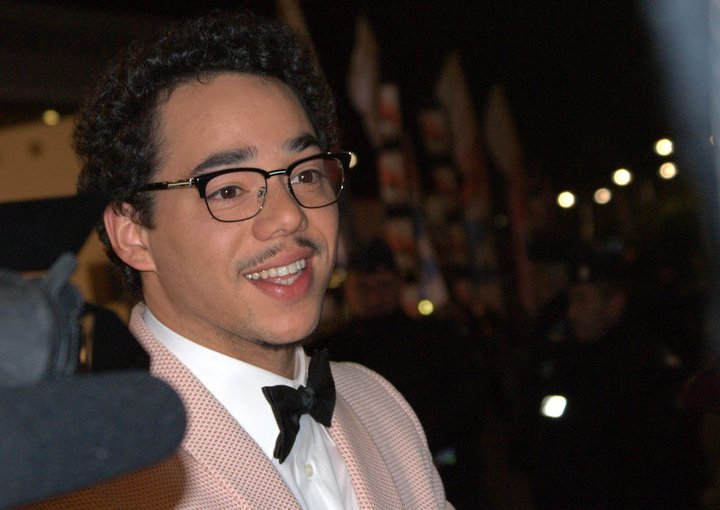
Ben l'Oncle Soul aux NRJ Music Awards 2011.

Lors d'une tournée en 2010-2011, il fait l'ouverture du grand concert gratuit du Festival international de jazz de Montréal de 2011.
Le 9 février 2011, il remporte une Victoire de la Musique dans la catégorie « révélation scène »
Le 9 juillet 2011, il joue au North Sea Jazz Festival,, et participe le 21 octobre 2011 à Later ... with Jools Holland sur BBC Two.
L'album Live Paris sort le 3 octobre 2011; il est enregistré au Zénith de Paris les 10 et 11 mai 2011.
Suivent les albums À coup de rêves, enregistré avec le groupe californien Monophonics, en 2013, et Under my skin en 2016 qui résulte d'un important travail de réinterprétation de chansons de Frank Sinatra en collaboration étroite avec Waxx (Benjamin Hekimian).

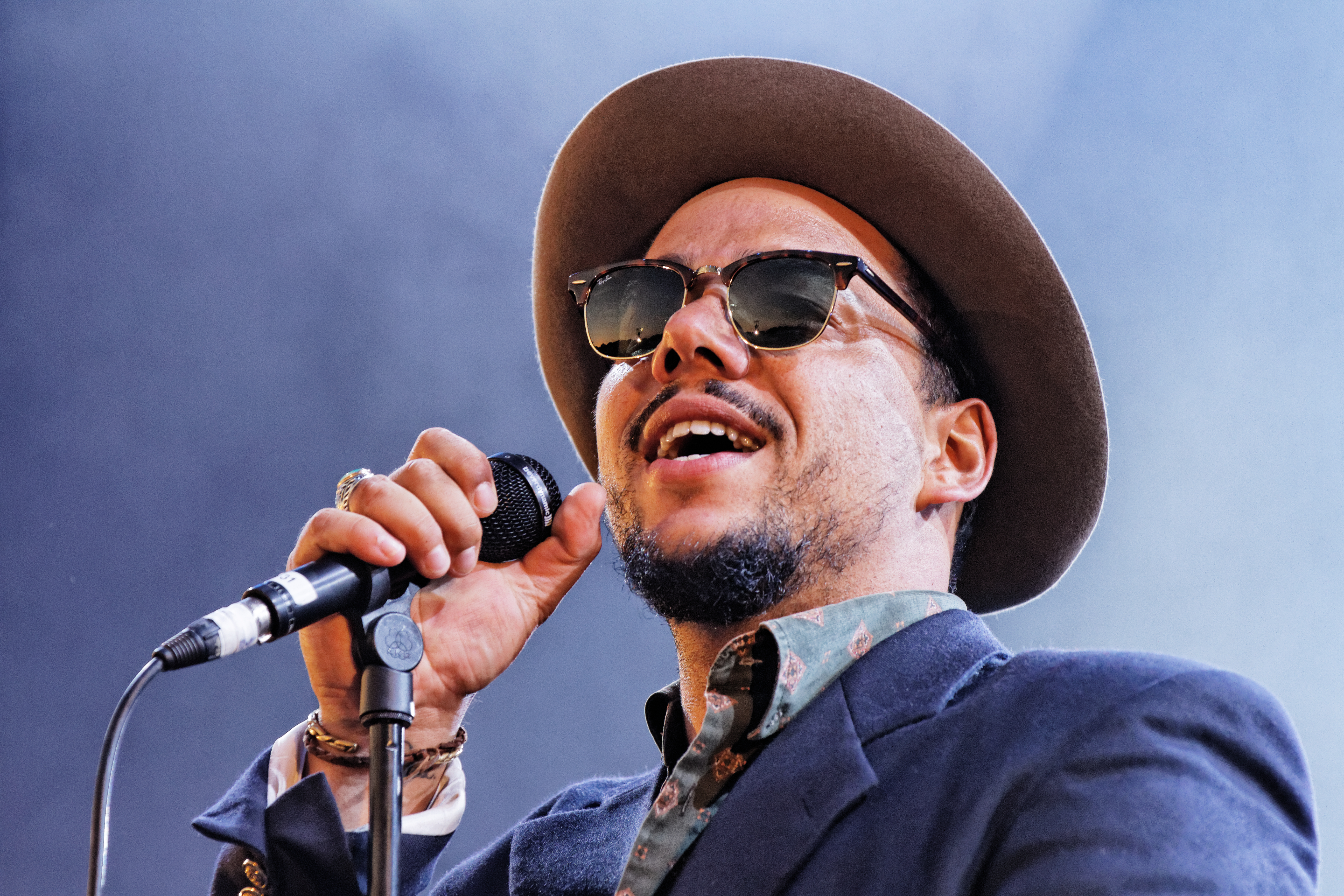
Ben l'Oncle Soul en concert lors du festival du bout du monde 2014.

Le premier extrait de son quatrième album à venir, Next to you, sort le 25 juillet 2019.
Le 27 mars 2020 sort l'album Addicted to you en numérique, sous son nouveau nom de scène, Ben. Ce quatrième album comporte onze titres, dont un avec le groupe de hip-hop IAM, All My Life.
Le 15 avril 2022, Ben sort l'album Red Mango, composé de 9 titres. Enregistré à San Francisco aux États-Unis, cet opus s'inspire fortement des sonorités caribéennes et jazz, offrant une expérience musicale chaleureuse et originale. Il illustre une nouvelle étape dans la carrière de l'artiste, avec un retour à des compositions organiques et vibrantes.
Le 17 février 2023, il publie Is It You?, un album également composé de 9 titres, marqué par une approche plus minimaliste et introspective. Cet opus met en avant la voix et les émotions de l'artiste, avec des arrangements épurés qui révèlent une évolution artistique vers une sensibilité musicale plus personnelle.
En parallèle, Ben continue de produire de nouveaux morceaux. Le 22 novembre 2024, il sort le single I døn’t wanna know, un titre qui explore des thématiques universelles à travers des sonorités modernes, renforçant ainsi son identité musicale unique.

### Collaborations
Ben chante en duo dans le tube Spy aux côtés de Beat Assailant dans l'album Rhyme Space Continuum sorti le 12 octobre 2009.
Il figure également aux côtés d'Akhenaton sur le titre À mi-chemin tiré de l'album 16 pièces du groupe Hocus Pocus sorti le 15 mars 2010.
Ben a fait un duo avec Laure Milan, Ni l'envie ni le temps, sorti en 2008.
Il apparaît sur le morceau Where is the love aux côtés de 20syl du groupe Hocus Pocus, sur l'album Play d'Electro Deluxe sorti en 2010.
Le 21 avril 2023, il collabore avec NNAVY sur le titre Trash, un morceau empreint de sensibilité et d'émotion, mêlant leurs univers musicaux respectifs pour créer une ambiance captivante.
Le 23 mai 2024, il participe à l'album Étincelles de Waxx en reprenant Black or White, un titre qui revisite avec modernité et énergie le classique de Michael Jackson.
Le 5 juin 2024, Ben s'associe à Linda Lee Hopkins sur le morceau One More Chance, issu de l'album Spirit & Soul. Cette collaboration met en avant des harmonies puissantes et une fusion parfaite entre leurs voix.
Enfin, le 20 septembre 2024, il enregistre avec Michel Jonasz le titre Joueurs de blues. Ce duo témoigne de leur respect mutuel et offre une réinterprétation vibrante et intemporelle de la chanson.

### Ben
Son nœud papillon emprunté à son grand-père lui donne son surnom d'« Oncle Ben » en référence au visage de la marque de riz Uncle Ben's mais pour éviter des problèmes de droits avec cette dernière son nom de scène officiel devient « Ben l'Oncle Soul » en 2009.
Il adopte le nom de « Ben » avec son quatrième album Addicted to you en 2020.

## Discographie

### Albums studio
| Année | Détails          | Meilleure position | Meilleure position | Meilleure position | Meilleure position | Meilleure position | Certification |
| Année | Détails          | Belgique Wa        | France             | Allemagne          | Pays-Bas           | Suisse             | Certification |
| ----- | ---------------- | ------------------ | ------------------ | ------------------ | ------------------ | ------------------ | ------------- |
| 2010  | Ben l'Oncle Soul | 11                 | 4                  | 81                 | 12                 | 37                 | 3 × Platine   |
| 2014  | À coup de rêves  | 14                 | 7                  | -                  | 50                 | 21                 |               |
| 2016  | Under my Skin    | 152                | 61                 | -                  | -                  | -                  |               |
| 2020  | Addicted To You  | -                  | 140                | -                  | -                  | -                  |               |
| 2022  | Red Mango        | -                  | -                  | -                  | -                  | -                  |               |
| 2023  | Is It You?       | -                  | -                  | -                  | -                  | -                  |               |

### Album live
| Année | Détails    | Meilleure positions | Meilleure positions | Certification |
| Année | Détails    | Belgique Wa         | France              | Certification |
| ----- | ---------- | ------------------- | ------------------- | ------------- |
| 2011  | Live Paris | 25                  | 32                  |               |

### EP
- 2009 : Soul Wash (maxi single)

### Singles
| Année | Single                   | Meilleure position | Meilleure position | Meilleure position | Meilleure position | Meilleure position | Certification | Album |
| Année | Single                   | Belgique Wa        | France             | Allemagne          | Pays-Bas           | Suisse             | Certification | Album |
| ----- | ------------------------ | ------------------ | ------------------ | ------------------ | ------------------ | ------------------ | ------------- | ----- |
| 2010  | Seven Nation Army        | 16                 | -                  | 51                 | 57                 | 54                 |               |       |
| 2011  | Soulman                  | 16                 | 14                 | -                  | 39                 | 63                 |               |       |
| 2011  | Petite sœur              | 40                 | 54                 | -                  | -                  | -                  |               |       |
| 2013  | Être un homme comme vous |                    | 94                 |                    |                    |                    |               |       |

En tant qu'artiste invité
| Année | Single                                                        | Meilleure position | Certification | Album |
| Année | Single                                                        | France             | Certification | Album |
| ----- | ------------------------------------------------------------- | ------------------ | ------------- | ----- |
| 2010  | À mi-chemin (Hocus Pocus feat. Akhenaton et Ben L'Oncle Soul) | 70                 |               |       |

Liste des pistes

## Distinctions

### Prix Constantin
| Année | Travail nommé    | Catégorie       | Résultat   |
| ----- | ---------------- | --------------- | ---------- |
| 2010  | Ben l'Oncle Soul | Prix Constantin | Nomination |

### NRJ Music Awards
| Année | Travail nommé    | Catégorie                         | Résultat   |
| ----- | ---------------- | --------------------------------- | ---------- |
| 2011  | Ben l'Oncle Soul | Révélation francophone de l'année | Nomination |

### La Chanson de l'année
| Année | Travail nommé | Catégorie             | Résultat   |
| ----- | ------------- | --------------------- | ---------- |
| 2010  | Soulman       | La Chanson de l'année | Nomination |

### Talents France Bleu
| Année | Travail nommé    | Catégorie                     | Résultat |
| ----- | ---------------- | ----------------------------- | -------- |
| 2011  | Ben l'Oncle Soul | Talent Découverte France Bleu | Lauréat  |

### Globes de Cristal
| Année | Travail nommé    | Catégorie                    | Résultat |
| ----- | ---------------- | ---------------------------- | -------- |
| 2011  | Ben l'Oncle Soul | Meilleur interprète masculin | Lauréat  |

### Victoires de la musique
| Année | Travail nommé    | Catégorie                    | Résultat   |
| ----- | ---------------- | ---------------------------- | ---------- |
| 2011  | Ben l'Oncle Soul | Révélation du public         | Nomination |
| 2011  | Ben l'Oncle Soul | Révélation Scène             | Lauréat    |
| 2011  | Ben l'Oncle Soul | Album de chansons de l'année | Nomination |
| 2011  | Soulman          | Clip de l'année              | Nomination |

### MTV Europe Music Awards
| Année | Travail nommé    | Catégorie                 | Résultat   |
| ----- | ---------------- | ------------------------- | ---------- |
| 2010  | Ben l'Oncle Soul | Meilleur artiste français | Nomination |
| 2011  | Ben l'Oncle Soul | Meilleur artiste français | Nomination |